# ستانلي موس
ستانلي موس (بالإنجليزية: Stanley Moss)‏ هو تاجر أعمال فنية وكاتب ومؤلف وشاعر أمريكي، ولد في 21 يونيو 1925 في كوينز في الولايات المتحدة.